# Maroskövesd
Maroskövesd (románul: Pietriș) falu Romániában, Maros megyében.

## Története
Déda község része. A trianoni békeszerződésig Maros-Torda vármegye Régeni felső járásához tartozott.

## Népessége
2002-ben 521 lakosa volt, ebből 494 román, 23 cigány és 4 magyar.

## Vallások
A falu lakói közül 507-en ortodox és 11-en pünkösdista hitűek.